# Hélène Ahrweiler

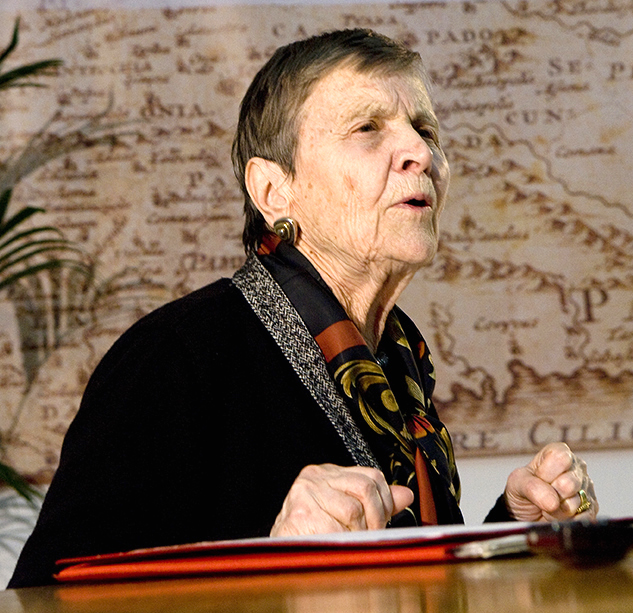
Hélène Ahrweiler em 2010

Hélène Ahrweiler, nascida Glykatzi (em grego: Ελένη Γλύκατζη-Αρβελέρ; em francês: Hélène Ahrweiler; Atenas, 29 de agosto de 1926) é uma eminente professora universitária grega e bizantinóloga. Ela é também uma embaixadora grega da boa vontade da UNICEF. Em 2008 apresentou Great Greeks nomeado entre os 100 maiores gregos de todos os tempos.
Nascida em Atenas de uma família de refugiados da Ásia Menor, estudou na capital grega onde completou seus estudos e graduou-se na Escola de Filosofia na Universidade de Atenas. Após trabalhar no Centro de Estudos da Ásia Menor, mudou-se para Paris em 1953 para continuar seus estudos na École pratique des hautes études onde graduou-se em história e letras. Em 1955 foi aceita no Centre National de la Recherche Scientifique em 7 de novembro de 1958, onde casou-se com o francês Jacques Ahrweiler. Entre 1970-1973 foi vice-presidente e entre 1976-1981 presidente da Universidade de Pantheon-Sorbonne, a primeira mulher a ocupar o cargo. Em 1982 o presidente francês François Mitterrand nomeou-a como reitora da Academia de Paris e chanceler das Universidades de Paris, um posto que ocupou até 1989. De fevereiro de 1989 a agosto de 1991, foi presidente do Centro Georges Pompidou.
Ela é um membro correspondente da Academia Britânica, Academia de Atenas, Academia das Ciências de Berlim, e Academia Búlgara de Ciências, e uma associada da Academia Real da Bélgica. Ela possuí um número de doutorados honorários e recebeu numerosas condecorações do governo francês: Legião de Honra, Ordem Nacional do Mérito, Ordem das Artes e Letras e Ordem das Palmas Acadêmicas.